# Bildtafel der Verkehrszeichen im Deutschen Reich vor 1910
Die Bildtafel der Verkehrszeichen im Deutschen Reich vor 1910 zeigt Verkehrszeichen im Deutschen Reich während des Deutschen Kaiserreichs bis zur Umsetzung der Beschlüsse der ersten internationalen Konferenz zur Vereinheitlichung des Automobilverkehrs, die 1909 in Paris abgehalten wurde. Da es bereits vor 1908 – dem Jahr der ersten deutschlandweiten Regelungen – regionale Initiativen zur Aufstellung von Verkehrszeichen gab, werden diese hiermit vorgestellt.

## Hintergrund

### Regionale Überlegungen und Erlasse

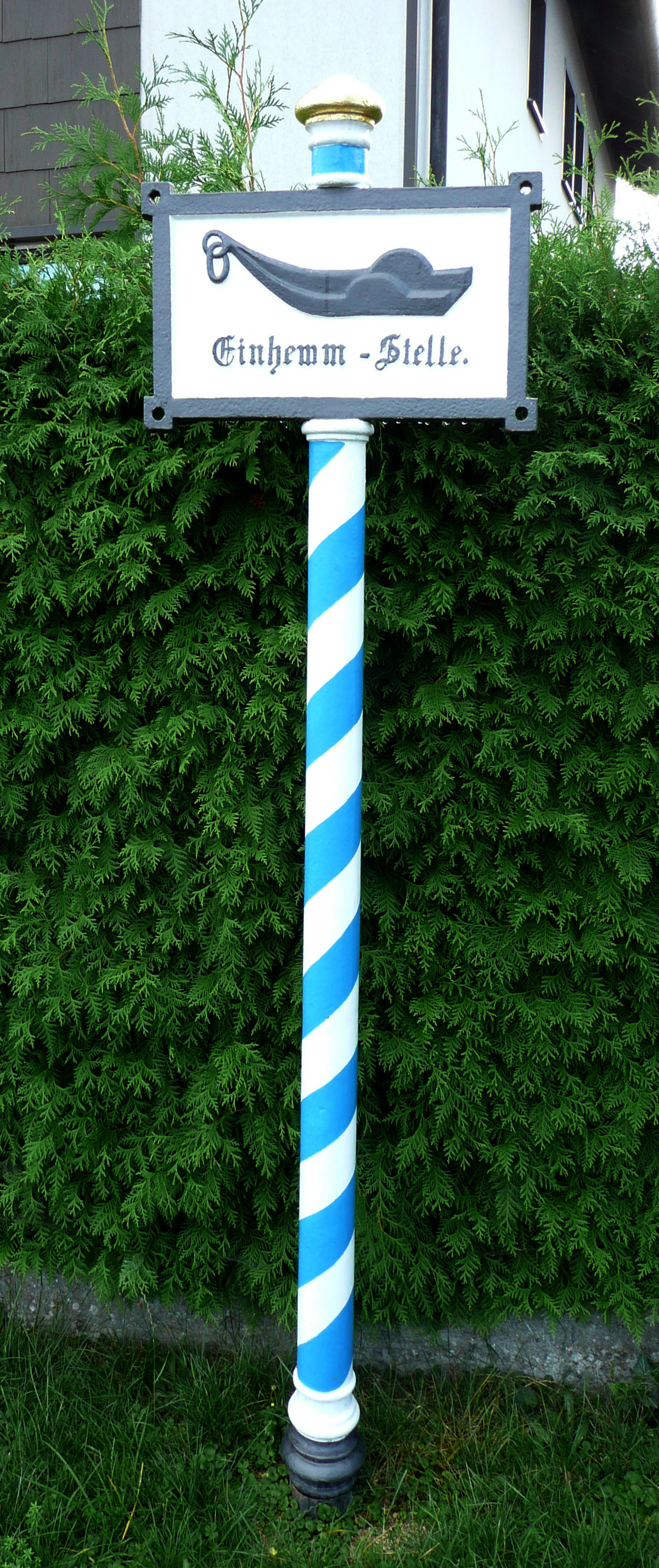
Bereits vor dem Auftreten des Automobilverkehrs waren länderspezifische Warnungstafeln in ganz Deutschland üblich

Im 19. Jahrhundert waren allgemeine Warnungstafeln an den Staatsstraßen der deutschen Länder üblich geworden. Sie hatten ältere Warnhinweise abgelöst, die vielfach auf Steinsäulen eingemeißelt waren und neben dem Warnhinweis auch vielfach die zu erwartende Strafe bei Missachtung angaben. Die Regelungen zu den Warnungstafeln blieben auch nach Gründung des Reiches im Jahre 1871 reine Ländersache. Durch sich immer wieder verändernde Gesetzgebungen wurden diese frühen Verkehrszeichen entsprechend den Novellierungen stetig angepasst. Dabei wurde vielfach auf eine Vereinfachung und Reduktion der nach einiger Zeit ausbordenden Bestimmungen geachtet. So kam am 26. August 1870 im Königreich Bayern eine Entschließung des Staatsministeriums des Handels und der öffentlichen Arbeiten zur Veröffentlichung, nach der ältere Warnungstafeln zu entfernen seien, da sie mit dem aktualisierten Polizei-Strafgesetzbuch nicht mehr in Einklang standen. Nur noch an wenigen sicherheitsrelevanten Stellen sollten jetzt Tafeln aufgestellt werden. Die so abzusichernden Punkte an den Staatsstraßen betrafen Bergabfahrten, an denen ein Radschuh, Radschleifsperren oder Bremsvorrichtungen anzulegen waren, Brücken, bei denen besondere Befahrungsrichtlinien galten sowie glatteisgefährdete Stellen, an denen nach dem Polizeigesetz Schneekettenpflicht herrschte. Die gusseisernen Warnungstafeln sollten bezüglich der Bergabfahrten einfach und einprägsam gehalten sein. Neben dem Sinnbild eines Radschuhs war lediglich die Unterschrift „Einhemmstelle“ anzubringen, wogegen an Brücken der polizeiliche Gesetzestext sichtbar sein musste.
Mit dem Aufkommen des Kraftfahrzeugverkehrs im Deutschen Kaiserreich Ende des 19. Jahrhunderts stieg auch der Bedarf an Verkehrszeichen, die die Fahrzeugführer auf Gefahren hinweisen sollten. Zu dieser Zeit waren jedoch noch keine einheitlichen Regeln für die Gestaltung und die Aufstellung von Verkehrszeichen vorhanden, sodass diese in der Regel ortspolizeilich angeordnet wurden. Zwischen 1900 und 1903 wurden in Ministerialerlassen und Oberpräsidialverordnungen erste länderspezifische Festlegungen für Warnungstafeln getroffen, die der Kraftwagenfahrer zu beachten hatte.
Auf dem 5. Deutschen Automobiltag, der am 18. August 1904 in Breslau eröffnet wurde, kam ein Modell zur Diskussion, das nur ein einziges Warnungszeichen für den gesamten automobilen Verkehr in Deutschland vorsah. Damals wurden zwei Interessensstränge deutlich. So bevorzugten manche die bereits im internationalen Automobilsport üblichen Warnungszeichen, andere sprachen sich für nationale Regelungen aus. Die frühen internationalen Zeichen stammten aus der Feder der französischen Association Generale Automobile. Diese hatte bereits im Jahr 1902 insgesamt 16 Verkehrszeichen vorgelegt. In Deutschland wollten die Verantwortlichen diesen „Schilderwald“ von Anfang an auf ein Mindestmaß reduzieren. Das internationale Abkommen von 1909 beschränkte sich dann sogar auf vier Verkehrszeichen. Als Ergebnis des Automobiltages von 1904 ergriffen die deutschen Automobilclubs und -verbände die Initiative. Im Frühjahr 1905 begann der Deutsche Automobil-Verband damit, in der Umgebung Berlins Warnungstafeln aufzustellen.

### Vorbereitung nationaler Regelungen
Auf Basis eines Kartellbeschlusses und unter Berücksichtigung von Vorschlägen der Touristen-Kommission des Kaiserlichen Automobil-Clubs aus dem Jahr 1906 brachte dieser Club 1907 seine Überlegungen ins Spiel, mit lediglich sieben Warnzeichen – die der Liste der internationalen Warntafeln entnommen war – auf gefährliche Kurven, Bodenunebenheiten, Bahnübergänge und Kreuzungen hinzuweisen. Die Tafeln sollten 47 × 57 Zentimeter großen sein und weiße Symbole auf schwarzem Grund besitzen. Es wurde empfohlen, die Tafeln in einer Entfernung von 500 Metern von der Gefahrenstelle aufzustellen. Staatliche Stellen reagierten positiv. Das Vorhaben wurde durch den preußischen Innenminister (24. Mai 1907) und den rheinischen Oberpräsidenten (5. Juni 1907) gefördert. Der Großherzoglich Mecklenburg-Strelitzer Offizielle Anzeiger ließ im selben Jahr verlauten: „Das in Aussicht genommene Vorgehen muß im allgemeinen Verkehrsinteresse als zweckmäßig und erwünscht bezeichnet werden.“ Bis zum Herbst 1907 war die Absichtserklärung des Kaiserlichen Automobil-Clubs in vielen Amtsblättern veröffentlicht worden. Zwar wurde die Initiative des Klubs von vielen staatlichen Veröffentlichungen bekannt gegeben, doch war deren Umsetzung aufgrund der damaligen staatlichen Strukturen in den verschiedenen Ländern des Reiches auch abweichend.

### Deutschlandweite Umsetzung
Auch Anfang 1908 war das Vorhaben des Kaiserlichen Automobil-Club noch eher Diskussionsthema als umsetzungsfähige Realität, doch brachte beispielsweise das preußische Ministerial-Blatt in diesem Jahr die Verfügung vom 16. Juli 1908, betr. den Automobilverkehr auf Straßen auf den Weg. Festgelegt wurde nun, dass Verkehrszeichen nur da aufzustellen sind, wo es absolut zwingend notwendig sei. Innerhalb von geschlossenen Ortschaften war mit Ausnahme der Warnungstafel für Wasserrinne oder Vertiefung der Einsatz von Verkehrszeichen untersagt. Die Aufstellung der Zeichen sollte mindestens 250, höchstens 300 Meter von der Gefahrenstelle erfolgen. Gleich danach erfolgte durch die Automobilclubs und -vereine in raschem Tempo die Aufstellung der ersten, deutschlandweit gültigen Zeichen. Diese Entwicklung wurde mit den Pariser Beschlüssen von 1909 jedoch schon nach kürzester Zeit in eine neue Richtung geleitet.
Schnell zeigte sich, dass es nicht nur bei den sieben Warnungstafeln bleiben konnte. So kamen durch lokale Behörden auf einigen ausgewählten Straßen beziehungsweise Straßenabschnitten Tafeln mit Geschwindigkeitsbeschränkungen (beispielsweise: Kraftfahrzeuge 15 km) zur Aufstellung.

## Sperrtafeln

Gusseiserne Warnungstafel zur Sicherung von Bahnübergängen der Königlich privilegierte Ludwigs-Eisenbahn-Gesellschaft aus der zweiten Hälfte des 19. Jahrhunderts

Gegen 1870 setzte sich in vielen Ländern des deutschen Reiches eine Erlasspflicht für polizeiliche Wegesperrungen durch. Auf diese Sperrungen, die vollständig oder beschränkt erfolgen konnten, gründeten sich in Deutschland die ersten Verkehrszeichen heutiger Art. Insbesondere auch die Bahngesellschaften hatten zu ihrer rechtlichen Absicherung regional schon früh damit begonnen, Warnungstafeln mit textlich vielfach vereinheitlichten Hinweisen aufzustellen, um Bahnübergänge zu sichern. Die amtlichen Polizeierlasse zu den Sperrungen mussten wetterbeständig und in verschriftlichter Form ausgehangen werden. Es galt eine öffentliche Anschlagspflicht, wobei es dem Automobilisten möglich sein musste, während der Fahrt die jeweilige Vorschrift vom Wagen aus lesen zu können. Vorreiter des öffentlichen Anschlags waren Hessen-Nassau, Rheinprovinz, Waldeck, Baden, Bayern und Württemberg gewesen. Befuhr auf Grundlage dieser polizeilich erlassenen Tafeln ein Fahrer einen als gesperrt gekennzeichneten Weg, konnte er rechtlich belangt werden, andererseits blieb er bei einem Fehlen des Anschlags straffrei. Dies war ein erster Schritt zu einem Mehr an Rechtssicherheit für den Autofahrer und die Polizei. Nach einer richterlichen Entscheidung vom November 1899 sollte sich auch kein Wagenlenker herausreden können, er habe den Anschlag bei Dunkelheit nicht gesehen, da es nach Ansicht des Gerichts die Pflicht des Fahrers war, sich im Vorfeld über seinen Weg kundig zu machen. Für Fachleute blieb dieses recht allgemeine gehaltene Urteil strittig, da anzuzweifeln war, ob beispielsweise eine bei Dunkelheit nicht erkennbare Tafel als öffentliche Kenntlichmachung gelten konnte. Hier wartet die Fachwelt zu Beginn des 20. Jahrhunderts auf eine künftige Verordnung, die rechtliche Sicherheit für die Zeit der Dunkelheit bringen sollte. In diesem Zusammenhang war die Einführung der ersten echten Verkehrszeichen für Automobile durch die preußische Provinz Schleswig-Holstein ein wichtiger Schritt.
Bei vielen Eisenbahngesellschaften war bis kurz vor Ende des 19. Jahrhunderts die Praxis üblich, vor Eisenbahnübergängen an den Wegrändern zu je beiden Seiten zwei Schilder aufzustellen: eine Halt- und eine Warnungstafel. Die kleineren Halt- oder Merkpfähle sollte 12 bis 15 Meter vom Übergang entfernt aufgestellt werden, die Warnungstafel mit dem ausführlichen polizeilichen Gesetzestext über das Verhalten an den Übergängen war nahe der Schienen zu montieren. Vorgeschrieben war, dass bei geschlossener Barrière Fuhrwerke und Viehherden an der Halt-Tafel zu warten hatten. Die Halt-Tafeln bestanden ursprünglich aus Holz und waren mit weißer Ölfarbe gestrichen und mit schwarzer Farbe beschrieben. Die Aufschriften der größeren Warnungstafeln waren dagegen auf weiße Leinwand oder Kanevas aufgedruckt und auf Holz genagelt. Zur Sicherung gegen die Witterung war die Warnungstafel bedacht. Gegen 1870 gingen die Eisenbahngesellschaften dazu über, die Tafeln aus Eisen anzufertigen, da die Holztafeln relativ schnell verwitterten. Seit Ende 1894 wurden an allen königlich preußischen Strecken der Staatseisenbahn die Halt- und Warnungstafeln abgeschafft und gegen nur noch zwei Warnungstafeln – je eine auf jeder Seite der Bahnstrecke – ersetzt. Diese enthielten zwei normierte, unterschiedliche Texte und waren je nach Textinhalt an Wegübergängen mit und ohne Schranken anzubringen. Zu diesen zwei Tafeln kam noch eine dritte, seltener genutzte Tafel mit ebenfalls abweichendem Text dazu. Ab 1897 galten die preußischen Vorgaben auch für die Großherzoglich Hessischen Staatseisenbahnen, die damals mit Preußen zur Preußisch-Hessischen Eisenbahngemeinschaft verschmolzen.

## 1906

### Preußen

#### Schleswig-Holstein
In Schleswig-Holstein wurden am 26. Januar 1906 folgende Zeichen angeordnet. Sie sollten leuchtend gelb gestrichen sein und weiße Einfassungen besitzen. Die Aufschrift war in schwarzer Farbe zu halten. Waren weitere Verkehrsbeschränkungen (Anhalten, Abstellen des Motors etc.) befohlen, sollten diese, falls auf den Tafeln kein Platz mehr war, auf separierten Tafeln darunter sichtbar werden. Wie die offizielle Darstellung der Tafeln zeigt, wurden keine typographischen Standards festgelegt. Mit der ersten Novelle der Automobilverkehrsordnung vom 3. Februar 1910 wurden im ganzen Königreich Preußen drei neue Verkehrszeichen eingeführt, mit denen unter anderem die 1906 verordneten schleswig-holsteinischen Zeichen abgelöst wurden.

Verkehrsverbot für Kraftwagen
Schrittgeschwindigkeit für Kraftwagen
Vorsichtig fahren

#### Allgemein
In den preußischen Provinzen wurde am 6. September 1906 eine Polizei-Verordnung über den Verkehr mit Kraftfahrzeugen erlassen, in der die Aufstellung von Tafeln zur Geschwindigkeitsbegrenzung ermöglicht wurde. Diese Verordnung trat am 1. Oktober 1906 in Kraft und löste die Verordnung vom 13. November 1901 ab.

Geschwindigkeitsbegrenzung; nach einem Original im Verkehrsmuseum Dresden

Für eine typographische Revolution – zunächst auf den Bereich der Eisenbahnen beschränkt – sorgte die Einführung der lateinischen Blockschrift bei der Königlich Preußischen und Großherzoglich Hessischen Staatseisenbahn im Jahr 1906. Diese Schrift bildete die Grundlage der DIN 1451, die ab 1931 als Vornorm und ab 1936 als Norm bis heute fester Bestandteil von Beschriftungen im Verkehrsraum ist.

Warnungstafel für Wegübergänge mit Schranken, wie sie in der typographischen Ausführung ab 1906 eingesetzt wurde[11]
Warnungstafel für Wegübergänge ohne Schranken, wie sie in der typographischen Ausführung ab 1906 eingesetzt wurde[11]
Warnungstafel für Wegübergänge an Nebenbahnen mit ständigem selbsttätigem Läutewerk[11]

## 1907
Die 1907 als Diskussionsgrundlage festgelegten und ab 1908 offiziell in den deutschen Ländern aufgestellten Warnungstafeln des Kaiserlichen Automobil-Clubs. Mit der am 1. März 1910 erfolgten Ratifizierung der im Jahr 1909 international beschlossenen Warnungstafeln wurde eine Aufstellung dieser 0,47 × 0,57 Meter großen Tafeln bereits wieder hinfällig.

Warnungstafel 1 Gefährliche Linkskurve
Warnungstafel 2 Gefährliche Rechtskurve
Warnungstafel 3 Wasserrinne oder Vertiefung
Warnungstafel 4 Höcker
Warnungstafel 5 Bahnübergang
Warnungstafel 6 Straßenkreuzung
Warnungstafel 7 Doppel-Kurve

## Prellsteine (Leiteinrichtungen)

Prellstein mit Metallstange, rechteckige Ausführung

Zur Ausrüstung vieler Straßen gehörten bereits im 18. Jahrhundert die Prellsteine oder Abweissteine, aus denen sich die Leitpfosten entwickelten. Wie diese wurden gegen Ende des 19. Jahrhunderts durch regionale Anordnungen Prellsteine und Geländer verstärkt in weiß oder schwarzweiß gehalten. Aus den deutschlandweit unterschiedlichen Polizeiverordnungen über die Größe und Gestaltung dieser Straßenmarkierungen setzten sich früh relativ einheitliche Maßvorgaben durch. Im „Handbuch des gesammten Strassenbaues in Städten“ von 1881 und in „Der Straßen- und Wegebau in seinem ganzen Umfange“ von 1882 (Maße in Klammern) werden bereits die auch für das frühe 20. Jahrhundert weitgehend geltenden Maßvorgaben genannt. So sollte das quadratisch oder rund gearbeitete Werkstück an seinem sichtbaren Fuß einen Durchmesser von rund 0,30 Metern besitzen und 1,0 bis 1,20 Meter (1,0 bis 1,50 Meter) über die Geländeoberkante herausragen. Nach oben hin, an seiner Spitze, sollte sich der Stein etwas verjüngen, so dass er dort einen Durchmesser von 0,20 bis 0,25 Metern besaß. Die 0,60 bis 1,0 Meter tief eingegrabenen Steine sollten „gut bearbeitet“ sein, in einem Abstand von 2,50 bis 3,0 Metern (2,50 bis 6,0 Meter) stehen und mit einer Eisenstange verbunden werden. Die Eisenstangen konnten in einer vierkantigen oder dreikantigen Ausführung angebracht werden oder einen runden Querschnitt besitzen. Diese Art der Straßenausstattung wurde als „kostspielig“ bezeichnet. Wie in den beiden genannten Werken und an anderer Stelle beschrieben, fungierten die Prellsteine bereits als Leiteinrichtungen. Der Kutscher oder frühe Automobilist sollte damit bei schlechter Sicht oder aus anderen Gründen auf der Fahrbahn gehalten werden. So konnten Prellsteine, aber auch hölzerne Barrieren die Fußwege von den Straßen trennen. Zudem konnten die Prellsteine schwierige und gefährliche Passagen absichern. In den Städten kamen mit der Gusseisenindustrie im 19. Jahrhundert auch Metallpfosten auf, die wie die steinernen Prellsteine vielfach auch mit Ketten den Fußweg vom Verkehr der Straße trennten. Diese Trennung übernahmen in den Städten während der 2. Hälfte des 19. Jahrhunderts fast durchgehend die höher gelegten Bürgersteige.